# TT172
La tombe thébaine TT 172 est située à El-Khokha, dans la nécropole thébaine, sur la rive ouest du Nil, face à Louxor en Égypte.
| mn · n · T | w | i | Z4 · D54 | w | Z4 |

| mn · n · T | w | i | Z4 · D54 | w | Z4 |

C'est la sépulture de Mentiyouy (Mnt.w-jj.w), enfant du Kep.
Sa mère s'appelle Hepou.
La tombe remonte à la XVIIIe dynastie durant les règnes de Thoutmôsis III et Amenhotep II.

## Description de la tombe

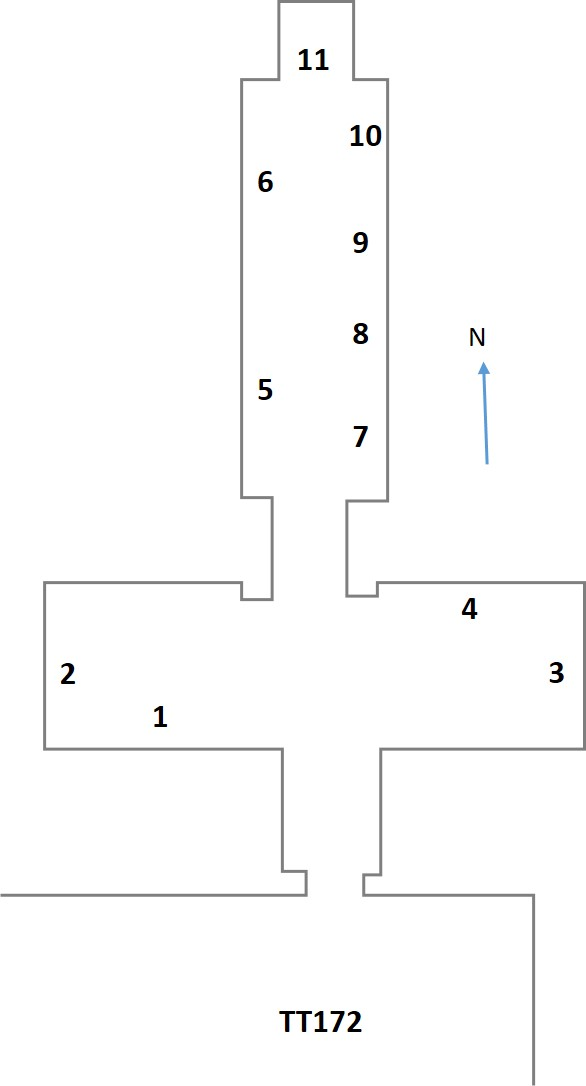